# Bodmin
Bodmin (en córnico: Bosvenegh) es una parroquia civil y ciudad de Cornualles, Inglaterra, Reino Unido. Está situada en el centro del condado sudoccidental de Bodmin Moor.
Limita al este con la parroquia de Cardinham, al sudeste con la parroquia de Lanhydrock, al sudoeste y oeste con la parroquia de Lanivet y al norte con la parroquia de Helland.

## Ubicación y origen del nombre
Bodmin está en el centro de Cornualles, al sudoeste de Bodmin Moor. Se cree que el nombre de la ciudad proviene de la arcaica palabra en idioma córnico "bod" (que significa vivienda; que posteriormente sería "bos") y la contracción de "menegh" (monjes). La "vivienda de los monjes" puede referirse al primer establecimiento monástico instituido por San Guron.
Variantes ortográficas registradas del nombre incluyen Botmenei en 1100, Bodmen en 1253, Bodman en 1377 y Bodmyn en 1522. La ortografía 'Bodman' también aparece en las fuentes y los mapas de los siglos XVI y XVII, [cita requerida] sobre todo en el célebre mapa de Cornualles producido por John Speed, y actualizado por el cartógrafo holandés Jodocus Hondius el Viejo (1563-1612) en Ámsterdam en 1610 (publicado en Londres por Sudbury y Humble en 1626). No está claro si la ortografía Bodman tiene alguna conexión con el igualmente antiguo asentamiento de Bodman en el extremo occidental del lago Constanza, en la provincia alemana de Baden. [cita requerida]
Los caseríos de Cooksland, Dunmere y Turfdown están en la parroquia.

## Historia
S. Petroc fundó un monasterio en Bodmin en el s. VI y dio a la ciudad su alternativo nombre de Petrockstow. El monasterio fue privado de algunas de sus tierras durante la conquista Normanda en tiempos del Domesday quedando en posesión de 18 señoríos, incluyendo Bodmin, Padstow y Rialton. Bodmin es una de las más antiguas ciudades en Cornualles, y el único gran asentamiento córnico registrado en el Domesday Book de fines del siglo XI. En el siglo XV la iglesia normanda de St Petroc fue en gran parte reconstruida siendo una de las más grandes de Cornualles (la más grande tras la catedral de Truro). También se construyó en ese momento una abadía de canónigos regulares, ahora en ruinas en su mayoría. La industria del estaño era el pilar de su economía.
Una inscripción en una piedra empotrada en la pared de una casa de verano en Lancarffe aporta la prueba de un asentamiento en Bodmin en los primeros años de la Edad Media. Es un monumento a "Duno [.] Atus hijo de Me [.] Cagnus" y se ha fechado entre los siglos VI y VIII. La peste negra mató a la mitad de la población de Bodmin en el s. XIV (1500 personas).

### Rebeliones
Bodmin fue el centro de tres levantamientos córnicos. El primero fue la Rebelión Córnica de 1497 cuando un ejército liderado por Michael An Gof, herrero de St. Keverne, y Thomas Flamank, abogado de Bodmin, marcharon hacia Blackheath en Londres, donde fueron derrotados por un ejército del Rey a órdenes del Barón Daubeny. Entonces, en el otoño de 1497, Perkin Warbeck intentó usurpar el trono del rey Enrique VII. El rey tuvo pocas dificultades en aplastar el levantamiento.
En 1549, los córnicos, aliados con sus vecinos rebeldes de Devon, se levantaron nuevamente en rebelión cuando el incondicional rey protestante Eduardo VI intentó imponerles un nuevo Libro de Plegarias. Las clases bajas de Cornualles y Devon todavía estaban fuertemente ligadas a la Iglesia católica, entonces formaron un ejército en Bodmin el cual marchó hacia la frontera de Devon y sitiaron Exeter. Esta llegó a ser conocida como la Rebelión del Libro de Plegarias. La propuesta de cambiar el Libro en la región fue suspendida y un total de 4000 personas murieron durante el levantamiento.

## Galería

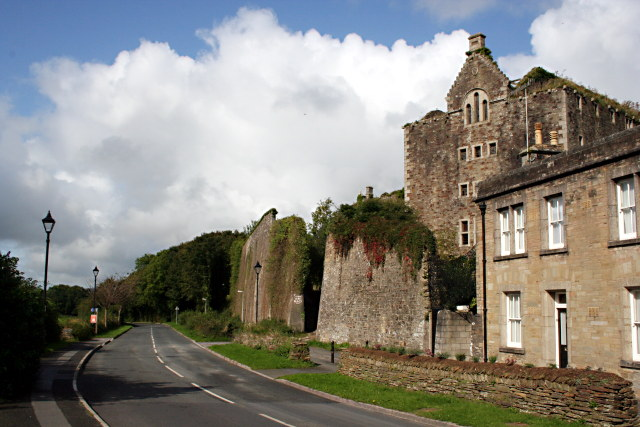
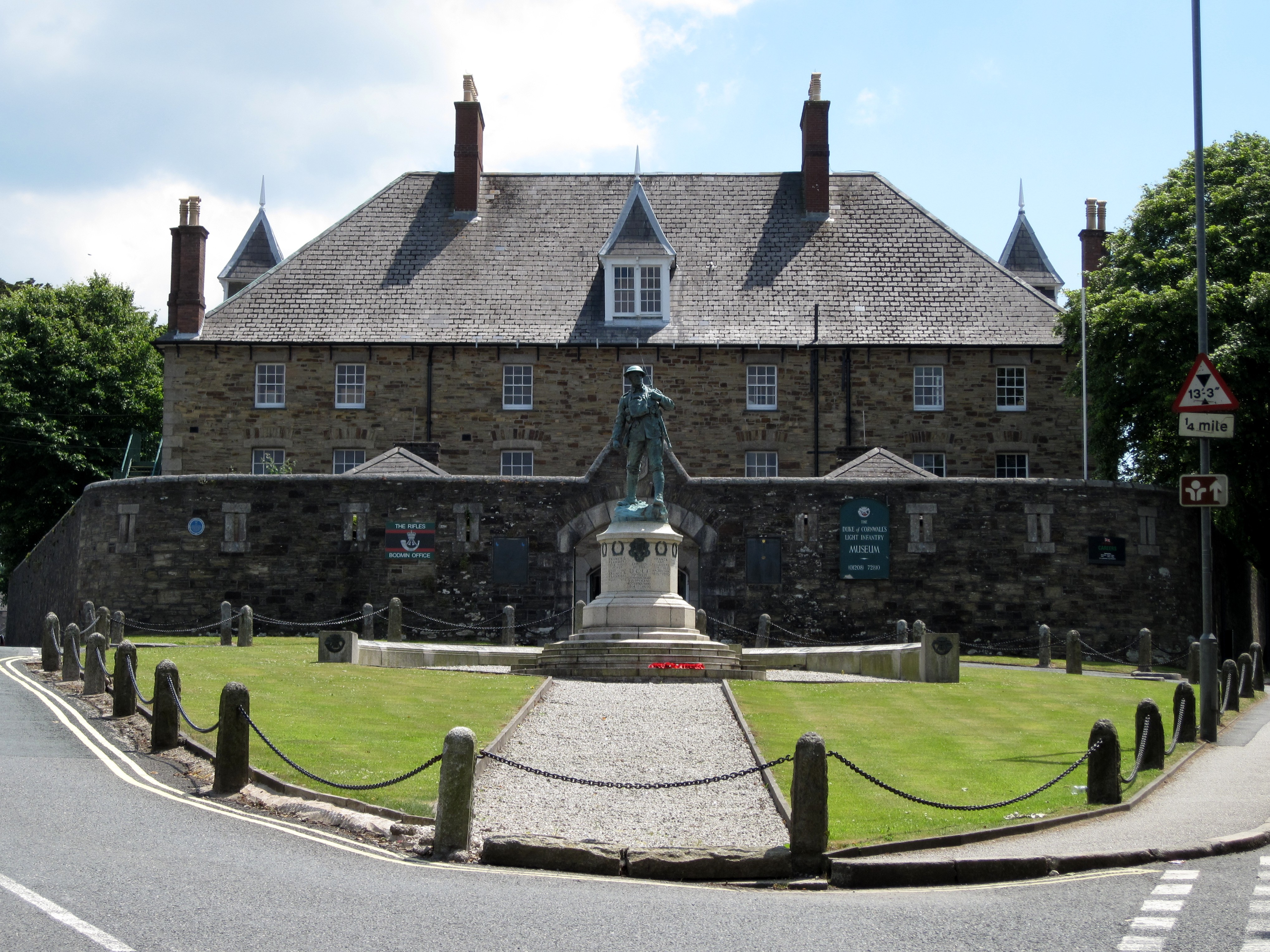
Museo Militar
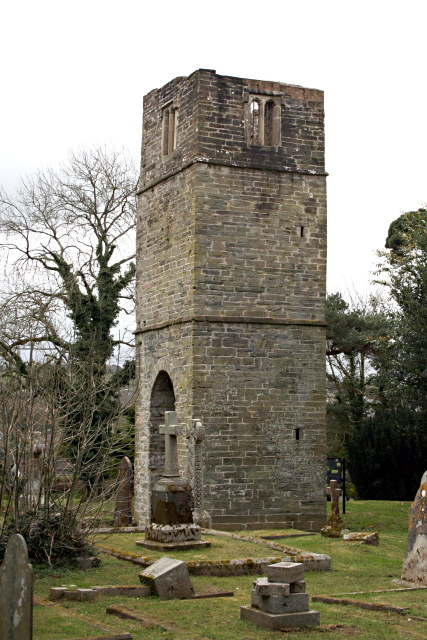
Torre Berry
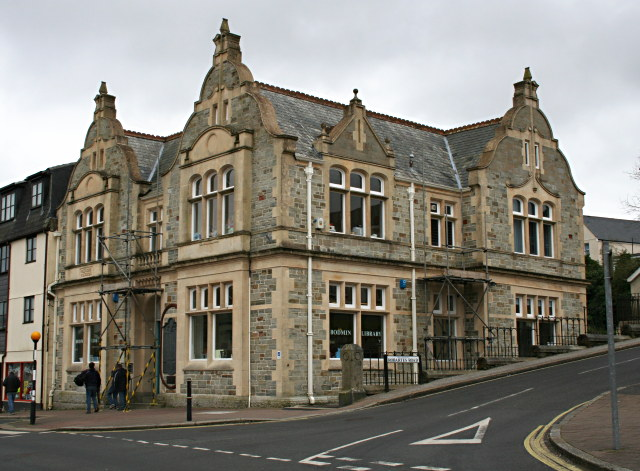
Biblioteca de Bodmin
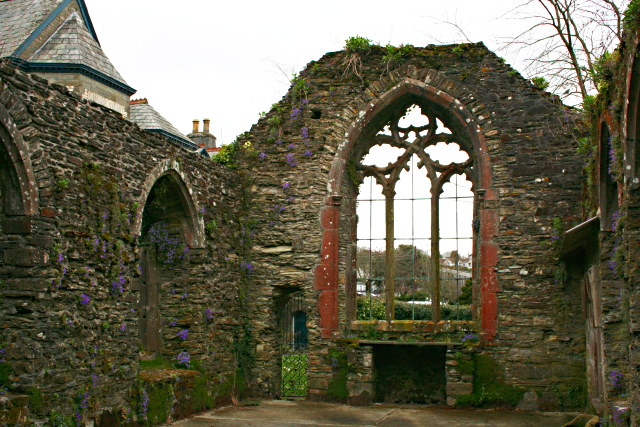
Capilla de Santo Tomás Becket